# Hydrolycus
Hydrolycus is een geslacht van straalvinnige vissen uit de familie van de karperzalmen (Cynodontidae).

## Soorten
- Hydrolycus armatus (Jardine, 1841)
- Hydrolycus scomberoides (Cuvier, 1819)
- Hydrolycus tatauaia Toledo-Piza, Menezes & Santos, 1999
- Hydrolycus wallacei Toledo-Piza, Menezes & Santos, 1999